# 乌苏里鼠李
乌苏里鼠李（学名：Rhamnus ussuriensis）为鼠李科鼠李属下的一个种。其种加词“ussuriensis”意为“乌苏里的”。